# Estridulação
A estridulação é o ato de produzir som esfregando certas partes do corpo. Esse comportamento geralmente é associado a insetos, mas são conhecidos outros animais que também fazem isso, como algumas espécies de peixes, cobras e aranhas. O mecanismo é normalmente composto de uma estrutura com uma borda, crista ou nódulos bem definidos (o "raspador" ou palheta) sendo movidos através de uma superfície com sulcos finos (a "lima" ou estridulitrum - às vezes chamada de pars stridens) ou vice-versa, e vibrando ao fazê-lo, semelhante ao arrastar da agulha de um fonógrafo sobre um disco de vinil . Em alguns casos, é a estrutura que carrega a lima que ressoa para produzir o som, mas em outros casos é a estrutura que carrega o raspador, sendo ambas as variantes possíveis nos animais que o pertencem. Um caso de palavra relacionada à estridulação é cricrilar, uma onomatopeia do som dos grilos.

## Estridulação em artrópodes
Os insetos e outros artrópodes estridulam esfregando duas partes do corpo. As partes envolvidas são genericamente conhecidas como órgãos estridulatórios.
O mecanismo é mais conhecido em grilos, cachorros-da-areia e gafanhotos, mas outros insetos que estridulam incluem Curculionidae (gorgulhos), Cerambycidae (besouro serra-pau), Mutillidae (formiga-feiticeira), Reduviidae (insetos assassinos, da família do barbeiro), Buprestidae (besouro-cai-cai), Hydrophilidae (besouros necrófagos), Cicindelinae (besouros-tigre), Scarabaeidae (escaravelhos), Glaresidae ("escaravelhos enigmáticos"), larvas Lucanidae (vacas-loiras), Passalidae (variação de escaravelho), Geotrupidae (besouros escaravelhos), Alydidae (percevejos de cabeça ampla), Largidae (percevejos de plantas com bordas), Miridae (percevejos de folha), Corixidae (percevejos aquáticos, sendo o principal o Micronecta scholtzi), várias formigas (incluindo a formiga-de-fogo-importada-preta), alguns bichos-pau, como o Pterinoxylus spinulosus, e algumas espécies de Agromyzidae (moscas-minadoras). Embora as cigarras sejam bem conhecidas pela produção de som através de órgãos abdominais chamados tímbales, foi descoberto que algumas espécies também podem produzir sons através da estridulação.
A estridulação também é conhecida em alguns tipos de tarântulas (Arachnida), de centopéias (como a centopéia caseira) e alguns milípedes comprimidos (Diplopoda, Oniscomorpha). Também é comum entre os crustáceos decápodes, como as lagostas. A maioria das aranhas é silenciosa, mas é conhecido que algumas espécies de tarântula estridulam. Quando perturbada, a tarântula Golias (Theraphosa blondi) pode produzir um som bastante alto ao esfregar as cerdas em suas pernas, e ao que se sabe, esse som é audível a uma distância de até 4 metros e meio. Uma das aranhas-lobo, Schizocosa stridulans, produz sons de baixa frequência flexionando seu abdômen (nesse caso, configurando uma tremulação em vez de estridulação) ou estridulação de alta frequência usando os címbios nas extremidades de seus pedipalpos. Na maioria das espécies de aranhas, a estridulação ocorre geralmente pelos machos durante os encontros sexuais. No caso das aranhas de adega, as fêmeas também possuem órgãos estridulatórios, e ambos os sexos praticam estridulação. Na espécie da falsa viúva-negra, os machos produzem sons de estridulação durante o acasalamento.
As partes anatômicas utilizadas para produzir som são bastante variadas: o método mais comum é aquele visto em gafanhotos e em diversos insetos, onde um raspador da perna traseira é esfregado contra as asas anteriores adjacentes (em besouros e insetos comuns, as asas anteriores são endurecidas). Em grilos e tettigoniídeos, uma lima em uma asa é friccionada por um raspador na outra asa. Nos besouros de chifre longo, a borda posterior do protórax raspa contra uma lima no mesotórax. Em alguns outros tipos de besouros, o som é produzido movendo a cabeça (para cima e para baixo ou de um lado para o outro), enquanto em outros os tergitos abdominais são esfregados contra os élitros. Em insetos assassinos, a ponta do aparelho bucal raspa em um sulco estriado no protórax. Nas formigas-feiticeiras, a borda posterior de um tergito abdominal raspa uma lima na superfície dorsal do tergito seguinte.
A estridulação em vários exemplos é utilizada para atrair um companheiro, ou como forma de comportamento territorial, mas também pode servir como um sinal de alerta (aposematismo acústico, como nas formigas-feiticeiras e nas tarântulas). Esse tipo de comunicação foi descrito pela primeira vez pelo biólogo esloveno Ivan Regen (1868–1947).

## Estridulação em vertebrados
Algumas espécies de cobras venenosas estridulam como uma parte da demonstração de ameaça. Elas organizam seu corpo em uma série de bobinas paralelas em forma de C que se esfregam para produzir um som crepitante, semelhante ao da água em uma chapa quente. Os exemplos mais conhecidos são as cobras do gênero Echis (víboras com escamas em formato de serra), embora as do gênero Cerastes (víboras do deserto do Norte de África) e pelo menos uma espécie de víbora arbustiva (Atheris desaixi) também o produziam. Também podemos citar uma espécie de ave, o tangaré bate-asa (Machaeropterus deliciosus), que possui um aparelho dedicado à estridulação, e uma espécie de mamífero, o tenreque-raiado-das-planícies ( Hemicentetes semispinosus ), que produz um ruído agudo ao esfregar espinhos específicos em suas costas.